# Staurodesmus glaber
Staurodesmus glaber  là một loài Song tinh tảo trong họ Desmidiaceae, thuộc chi Staurodesmus.